# Estació de Beniferri
L'estació de Beniferri és una estació subterrània localitzada al barri de Benicalap de València i que forma part de les línies 1 i 2 de l'operador Metrovalència. L'estació pertany a la zona tarifària A de Ferrocarrils de la Generalitat Valenciana (FGV) i l'Autoritat de Transport Metropolità de València (ATMV). L'adreça oficial de l'estació és l'avinguda de les Corts Valencianes, número 17.

## Història

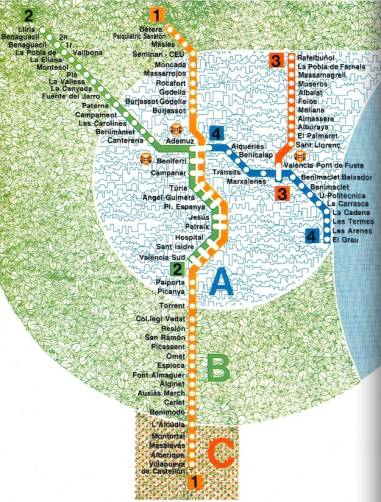
Xarxa de FGV a València el 1988

Una de les primeres estacions fetes per Ferrocarrils de la Generalitat Valenciana (FGV), l'estació es va inaugurar el 8 d'octubre de 1988, juntament amb la resta d'estacions subterrànies de les línies 1 i 2, les quals formaven el tram que havia d'unir les antigues línies de FEVE del nord (Bétera/Llíria) amb la sud (Villanueva de Castellón). A la solemne inauguració de l'estació i la línia assistiren Ricard Pérez Casado, alcalde de València; Joan Lerma, president de la Generalitat Valenciana i José Barrionuevo, ministre de transports; entre d'altres autoritats.
Amb la construcció del nou traçat subterràni, el que originalment havía estat una línia amb dos ramals, esdevingué dues línies diferenciades: la 1 i la 2. No obstant això, l'any 1998, el tram fina a Llíria tornà a considerar-se un ramal de la línia 1. Des de 2015, la línia que va fins a Llíria i passa per l'estació ha tornat a dir-se línia 2, triant aquesta vegada el color rosa, ja que l'antic color verd estava sent utilitzat per la línia 5.

## Distribució

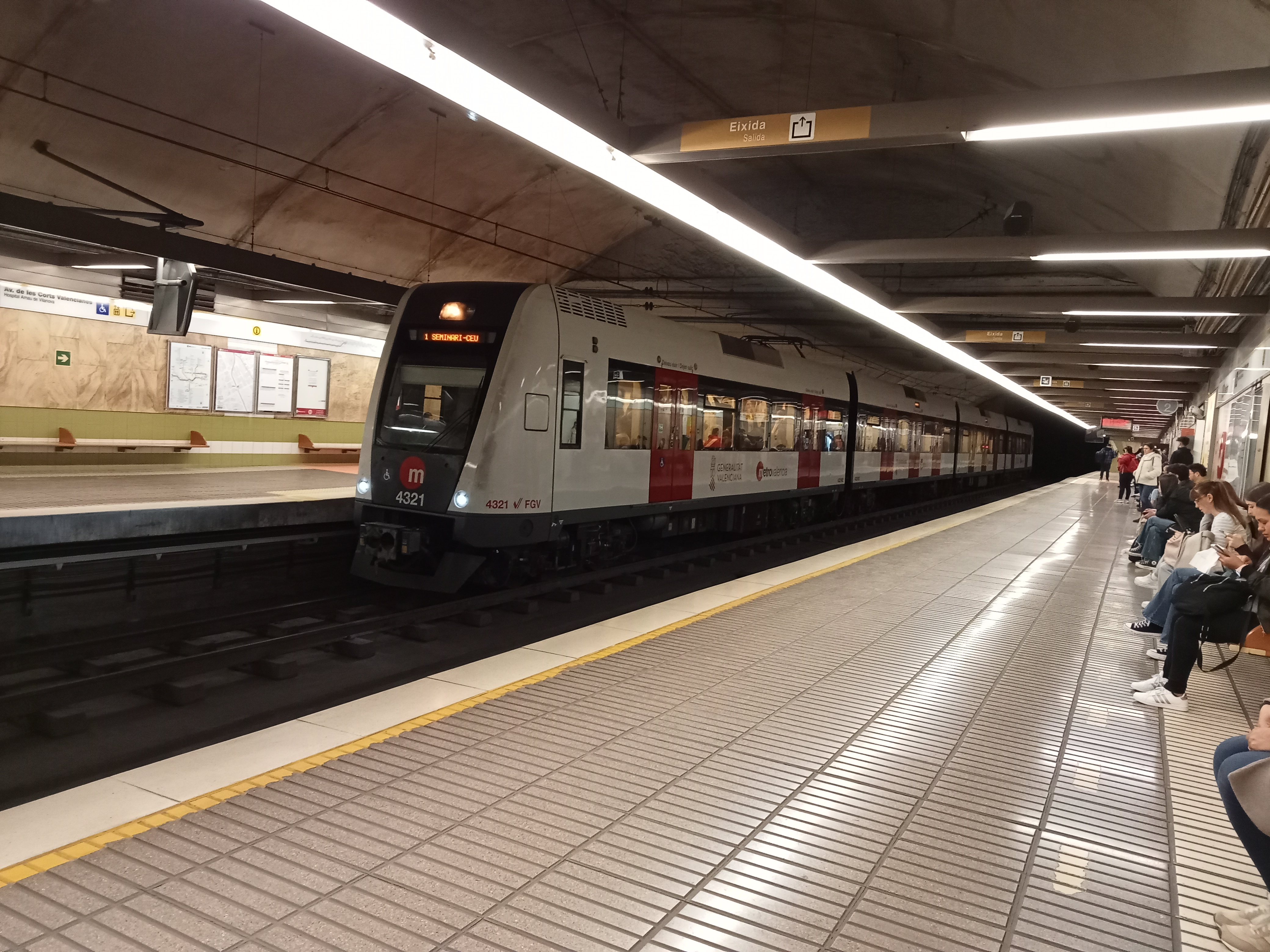
Unitat 4300 de la L1 a la via 1 (24)

L'estació, subterrània i de dimensions reduïdes, es troba estructurada en dos nivells: el superior, on s'hi troben els accessos a les vies i les finestretes de venda de bitllets i l'inferior, on hi han dues vies paral·leles amb dues andanes, una a cada banda. Les andanes no compten amb mampares de seguretat. Està preparada per al servici a persones invidents, sordes i discapacitades físiques.
L'accés a l'estació es troba a l'avinguda de les Corts Valencianes, comptant-ne amb dos. Malgrat el nom de l'estació, aquesta no es troba al barri de Beniferri, sinó entre els barris de Benicalap (Benicalap) i Sant Pau (Campanar).

### Línies
| Procedència/Destinació | <       | Línia | >        | Procedència/Destinació |
| ---------------------- | ------- | ----- | -------- | ---------------------- |
| Bétera                 | Empalme |       | Campanar | Castelló               |
| Llíria                 | Empalme | ...   | Campanar | Torrent Avinguda       |